# Phalera cihuai
Phalera cihuai är en fjärilsart som beskrevs av Yang 1978. Phalera cihuai ingår i släktet Phalera och familjen tandspinnare. Inga underarter finns listade i Catalogue of Life.